# Dorit Revelis
Dorit Revelis (Asdod, 9 de diciembre de 2001) es una modelo de glamour israelí.

## Carrera
Revelis nació y creció en la ciudad de Asdod, en Israel. Su padre, Vadim Vladimir Revelis, emigró a Israel desde el Cáucaso ruso, y su madre, Zoya Shafir, desde Ucrania. Se especializó en matemáticas y física en el instituto, y toca el piano clásico. Revelis es también una atleta premiada en gimnasia rítmica y atletismo.
Se alistó en las Fuerzas de Defensa de Israel en 2020.
Primero se hizo popular entre los fotógrafos debido a su pelo rizado, y a su parecido con la también modelo israelí Michaela Bercu. En 2016, fue contratada en exclusiva para protagonizar campañas para Yves Saint Laurent, sin embargo, el contrato fue bloqueado por la ley francesa debido a que era menor de 16 años en ese momento. En 2017, Revelis fue elegida para abrir el desfile de alta costura de Dior en 2017, después de que el tema del Renacimiento italiano del desfile se hubiera diseñado en parte en torno a ella. Sin embargo, se canceló por considerar que podía parecer demasiado joven.
Irrumpió en 2017, participando en muchas campañas internacionales de modelaje, incluidas las campañas publicitarias globales de Ralph Lauren, donde trabajó junto a la también modelo israelí Sofia Mechetner. También protagonizó campañas para Topshop, Calvin Klein, Sonia Rykiel, Urban Outfitters, Chanel, Claudie Pierlot, Miu Miu, Massimo Dutti. Fue covermodel para Russh, junto a la también modelo israelí Sofia Mechetner.
En 2018, fue fichada por Zara para liderar sus campañas de 2018. También fue elegida para liderar la campaña global de H&M para 2018.
A partir de 2020, lidera la campaña de la marca de moda israelí Castro.

## Vida personal
Comenzó a salir con el también modelo israelí Ron Levi en 2020. Reside en su ciudad natal de Asdod.